# Чкаловский (Соль-Илецкий район)
Чкаловский — хутор в Соль-Илецком городском округе Оренбургской области, на территории бывшего Боевогорского сельсовета.

## География
Находится менее чем в 1 километре на запад от станции Маячная на расстоянии примерно 16 километров по прямой на север-северо-запад от окружного центра города Соль-Илецк.

## Климат
Территория расположена в очень засушливой зоне. Для климата характерна континентальность — жаркое сухое лето (средняя температура самого тёплого месяца в году — июля +22 °C), холодная малоснежная зима (средняя температура января −15 °C). Среднее количество осадков за год незначительно — 300—350 мм и приходится большей частью на летние ливневые дожди. Высота снежного покрова менее 30 см.

## История
В1960 году посёлок назывался "Отделение № 2 совхоза «№ 4». Нынешнее официальное наименование хутор получил лишь в октябре 1966 года.

## Население
Постоянное население составляло 67 человек в 2002 году (русские 27 %, казахи 64 %), 44 человека в 2010 году.